# La victoria de la fe
La victoria de la fe (en alemán Der Sieg des Glaubens) (1933) es el primer documental dirigido por Leni Riefenstahl, quien fue contratada por el Ministerio de Propaganda de la Alemania Nazi, a pesar de la oposición de algunos cargos nazis que no tenían intención de emplear a una mujer que, además, no era miembro del NSDAP. El documental hace un recorrido por el Quinto Congreso del Partido que tuvo lugar en Núremberg del 30 de agosto al 3 de septiembre de 1933.